# علی شهید محمد

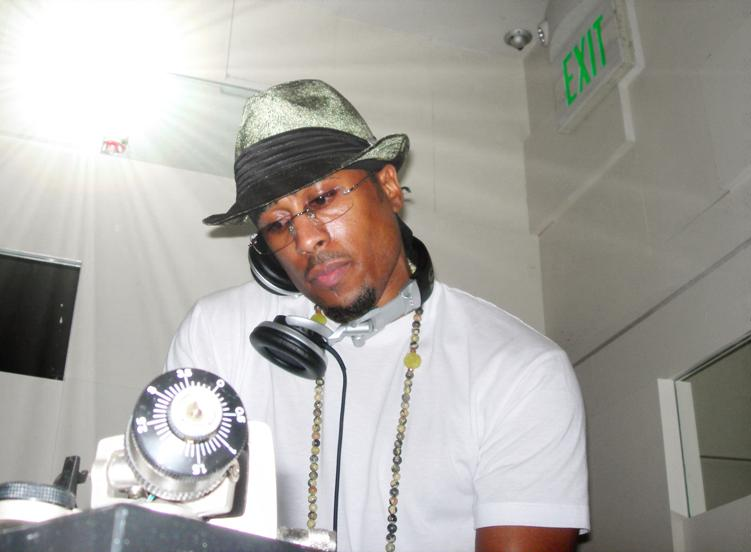
محمد در سال ۲۰۰۸

علی شهید محمد (به انگلیسی: Ali Shaheed Muhammad؛ متولد ۱۱ اوت ۱۹۷۰) یک دی جی هیپ هاپ، تهیه‌کننده موسیقی و خوانندهٔ رپ آمریکایی است که به عنوان یکی از اعضای 'قبیله ای به نام تلاش' (به انگلیسی: A Tribe Called Quest) شناخته می‌شود. با استفاده از کیو-تیپ و فایف داگ (و گاهی اوقات جاروبی وایت)، این گروه پنج آلبوم استودیویی را از سال ۱۹۹۰ تا ۱۹۹۸ قبل از انحلال منتشر کرد. آلبوم نهایی آنها در سال ۲۰۱۶ منتشر شد. محمد که اهل بروکلین، شهر نیویورک است، در حال حاضر در لس آنجلس زندگی می‌کند.

## حرفه
محمد یک مسلمان است. وی به همراه جی دی و کیو-تیپ، مجموعه تولید موسیقی امت را تشکیل داد.
پس از اینکه گروه منحل شد، محمد ابرگروه آراندبی لوسی پرل را با دان رابینسون سابقاً از اِن وگ و رافائل سدیک، سابقاً از تونی! تونی!تونی! تشکیل داد که یک آلبوم در سال ۲۰۰۰ منتشر کرد. در ۱۲ اکتبر ۲۰۰۴، او اولین آلبوم انفرادی خود را به نام شهید الله و کلیشه‌ها منتشر کرد. وی در حال حاضر کمک مجری برنامه رادیویی میکروفون چک ان‌پی‌آر است.
در سال ۲۰۱۳، محمد با ادریان یان تهیه کنندهٔ گروه روح‌های شیطنت (به انگلیسی: Souls of Mischief) در آلبوم فقط الان هست (به انگلیسی: There Is Only Now)، به عنوان راوی آلبوم همکاری کرد. از آن زمان محمد و یان برای تولید موسیقی متن هر دو فصل مجموعه تلویزیونی لوک کیج همکاری کردند و آنها از سال ۲۰۱۸ با عنوان «ساعت نیمه شب» با یکدیگر تور گردی می‌کنند که آلبومی به همین نام منتشر شد.
در سال ۲۰۱۹، محمد در پنجمین آلبوم سدیک، جیمی لی، همکاری کرد.

## آلبوم‌شناسی
آلبوم‌های استودیویی
- شهید الله و کلیشه‌ها (۲۰۰۴)

آلبوم‌های مشارکتی
- Lucy pearl (با همکاری Lucy pearl) (۲۰۰۰)
- لوک کیج (با همکاری ادریان یان) (۲۰۱۶)
- لوک کیج: فصل ۲ (با همکاری ادریان یان) (۲۰۱۸)
- ساعت نیمه‌شب (با همکاری ادریان یان با عنوان ساعت نیمه‌شب) (۲۰۱۸)
- نیمه‌شبMidnight (با همکاری ادریان یان با عنوان ساعت نیمه‌شب) (۲۰۱۸)